# Paleozoico
Il Paleozoico, in passato noto anche come Era Primaria, è una delle più importanti divisioni della scala dei tempi geologici, una delle tre ere geologiche tradizionali. Si estende da 540,0 ± 1,0 a 252,17 ± 0,06 milioni di anni fa.

## Etimologia
Il Paleozoico, (dal greco antico (παλαιός), palaios, che significa "antico" e (ζωή), zoe, che significa "vita", cioè l'era della "vita antica"), è la prima delle tre ere geologiche dell'eone Fanerozoico.

## Caratteristiche generali
Si estende da circa 542 a 251 milioni di anni fa. L'era che precede è l'era Neoproterozoica dell'eone proterozoico e supereone Precambriano e la successiva è detta era Mesozoica. L'ulteriore suddivisione all'interno dell'era in sei periodi, fu fatta dall'Italiano Giovanni Arduino nel 1760, che denominò questa era come "Primaria".
Il Paleozoico terminò con la più grande estinzione di massa della storia (interessò circa il 90% delle specie allora presenti), l'estinzione del Permiano-Triassico, i cui effetti furono talmente devastanti che passarono circa 30 milioni di anni prima che la vita tornasse ad essere rigogliosa come nell'era precedente.

## Suddivisione
La Commissione internazionale di stratigrafia riconosce per il Paleozoico la suddivisione in sei periodi, ordinati dal più recente al più antico secondo il seguente schema:
- Permiano da 298,9±0,15 al 252,2±0,1 Ma
- Carbonifero da 358,9±0,4 Ma a 298,9±0,15 Ma
- Devoniano da 419,2±3,2 Ma a 358,9±0,4 Ma
- Siluriano da 443,8±1,5 Ma a 419,2±3,2 Ma
- Ordoviciano da 485,4±1,9 Ma a 443,8±1,5 Ma
- Cambriano da 542,0±1,0 Ma a 485,4±1,9 Ma

## Limiti inferiore e superiore
Il Paleozoico ricopre quell'intervallo temporale che comincia con la comparsa dei primi fossili dotati di parti dure, classicamente marcato dalla prima comparsa di creature dette trilobiti e archeociatidi. Oggi si stabilisce il limite inferiore alla prima comparsa di un particolare fossile traccia chiamato Phycodes pedum. Il limite superiore è invece associato alla grande estinzione di massa del limite Permiano-Triassico.

## Morfologia e Paleogeografia
Geologicamente, il Paleozoico inizia poco dopo la disgregazione del supercontinente Rodinia, alla fine di un'era glaciale globale. Durante il primo periodo (Cambriano) del Paleozoico, le terre emerse furono disperse in un gran numero di continenti relativamente piccoli.
Verso la fine del Permiano, i piccoli frammenti continentali si riunirono insieme in un unico supercontinente denominato Pangea, che includeva la maggior parte degli attuali continenti.

## Contenuto fossilifero e Fauna
All'inizio di questa era, la vita era limitata a primitive forme di batteri, alghe, spugne e una varietà di enigmatiche forme di vita denominate complessivamente fauna Ediacariana. Un grandissimo numero di specie viventi, progenitrici delle attuali, apparvero simultaneamente all'inizio di questa era -- il fenomeno noto come Esplosione cambriana. Alcune semplici forme di vita possono avere invaso le terre emerse all'inizio del Paleozoico, ma le specie più significative di piante e animali continentali sono note solo dal periodo Siluriano e non prosperarono fino al Devoniano. Anche se dei primitivi vertebrati sono noti dal Cambriano, gli invertebrati dominarono fino al Paleozoico medio. I veri Pesci si differenziarono nel Devoniano. Durante il tardo Paleozoico, le grandi foreste di piante primitive prosperarono sulla terraferma, formando i grandi bacini carboniferi dell'Europa e della costa orientale del Nordamerica. Alla fine di questa era, comparvero i primi grandi Rettili e le prime piante moderne (Conifere).